# The Young Person’s Guide to the Orchestra
The Young Person’s Guide to the Orchestra, Op. 34, ist ein Musikstück mit dem Untertitel „Variations and Fugue on a Theme of Purcell“ (deutsch „Variationen und Fuge zu einem Thema von Purcell“), das Benjamin Britten 1945 schrieb. Ursprünglich hatte Britten den Auftrag, ein Stück für den Lehrfilm The Instruments of the Orchestra zu schreiben, der unter der Regie Muir Mathiesons mit dem London Symphony Orchestra, dirigiert von Malcolm Sargent, produziert werden sollte. „Das Werk“, so der Komponist, „ist den Kindern von John und Jean Maud zärtlich gewidmet: Humphrey, Pamela, Caroline and Virginia, für ihre Erbauung und Unterhaltung“.
Das Werk ist eines der bekanntesten Stücke des Komponisten und ist – zusammen mit Saint-Saëns’ Der Karneval der Tiere und Prokofjews Peter und der Wolf – eines der drei am häufigsten verwendeten Stücke in der musikalischen Erziehung.

## Besetzung
The Young Person’s Guide to the Orchestra ist ein Werk, das für ein großes Orchester geschaffen wurde:
- Holzbläser: 1 Piccoloflöte, 2 Querflöten, 2 Oboen, 2 Klarinetten in B und A, und 2 Fagotte
- Blechbläser: 4 Hörner in F, 2 Trompeten in C, 3 Posaunen (2 Tenorposaunen und eine Bassposaune), und eine Tuba
- Schlaginstrumente: Pauken, eine Bassdrum, Becken, ein Tamburin, eine Triangel, eine Snare Drum, ein Holzblock, ein Xylophon, Kastagnetten, ein Gong, und eine Peitsche
- Streicher und eine Harfe: erste und zweite Violinen, Bratschen, Celli und Kontrabässe

## Struktur
Das Werk basiert auf dem Rondo aus der Abdelazer Suite von Henry Purcell und ist in Hinsicht auf den geplanten Dokumentarfilm als Möglichkeit strukturiert, die Tonfarben und Möglichkeiten der verschiedenen Teile eines Orchesters aufzuzeigen. Teile entlehnt es Georges Bizets L’Arlésienne Suite Nr. 2.
Zur Einleitung wird das Thema einmal von dem gesamten Orchester gespielt, dann von jeder Instrumentengruppe einmal: Zuerst die Holzbläser, dann die Blechbläser, dann die Streicher und zuletzt das Schlagwerk.
Dann wird jede Variation in einem einzelnen Instrument eingehend behandelt, in der gleichen Reihenfolge der Instrumentengruppen wie auch zuvor das Thema und bewegt sich in der Regel durch jede Gruppe von hoch zu tief. So spielen beispielsweise in der ersten Variation die Piccoloflöte und die Flöten eine Rolle; danach erhält jedes Mitglied der Holzbläser eine Variation, bis die Gruppe mit dem Fagott schließt.
Nachdem das ganze Orchester auf diesem Weg seine Variationen spielte, fließt alles in eine Fuge ein, beginnend mit der Piccoloflöte, gefolgt wiederum von den Holzbläsern, Streichern, Blechbläsern und dem Schlagwerk. Nachdem jedes Instrument hinzugekommen ist, nehmen die Blechbläser, eingeleitet durch einen Gong, wieder das Purcell-Thema auf, das sie „con slancio“ (italienisch für ‚mit Schwung‘) zitieren. Währenddessen führen die übrigen Instrumente die Fuge weiter, für die Britten ein eigenes Thema verwendet und dieses allmählich mit dem der Blechbläser verbindet. Das Zusammenspiel beider Themen baut sich zum Ende hin zu einem Fortissimo auf.
Der Aufbau des Stückes und der die Instrumente einführenden Variationen ist wie folgt:
ThemaAllegro maestoso e largamente
Tutti, Holzbläser, Blechbläser, Streichinstrumente, dann Schlagzeug
Variation APresto
Piccoloflöte und Flöte
Variation BLento
Oboen
Variation CModerato
Klarinetten
Variation DAllegro alla marcia
Fagotte
Variation EBrillante: alla polacca
Violinen
Variation FMeno mosso
Bratschen
Variation G–
Celli
Variation HCominciando lento ma poco a poco accel. al Allegro
Kontrabässe
Variation IMaestoso
Harfe
Variation JL’istesso tempo
Hörner
Variation KVivace
Trompeten
Variation LAllegro pomposo
Posaunen und Bass-Tuba
Variation MModerato
Schlaginstrumente (Pauken; Bassdrum und Becken; Tambourin und Triangel; Snaredrum und Holzblock; Xylophon; Kastagnetten und Gong; Peitsche; Tutti)
FugeAllegro molto

## Begleiterzählung
Die Erzählung für den Dokumentarfilm wurde von Brittens Freund Eric Crozier geschrieben und wird manchmal während der Aufführung des Stücks von einem separaten Sprecher oder dem Dirigenten gesprochen, so z. B. von Lorin Maazel in der Aufnahme für die Deutsche Grammophon aus dem Jahre 1963. Britten arrangierte auch eine Version ohne Erzählung, die für Aufnahmen bevorzugt wird.